# 8 Flora

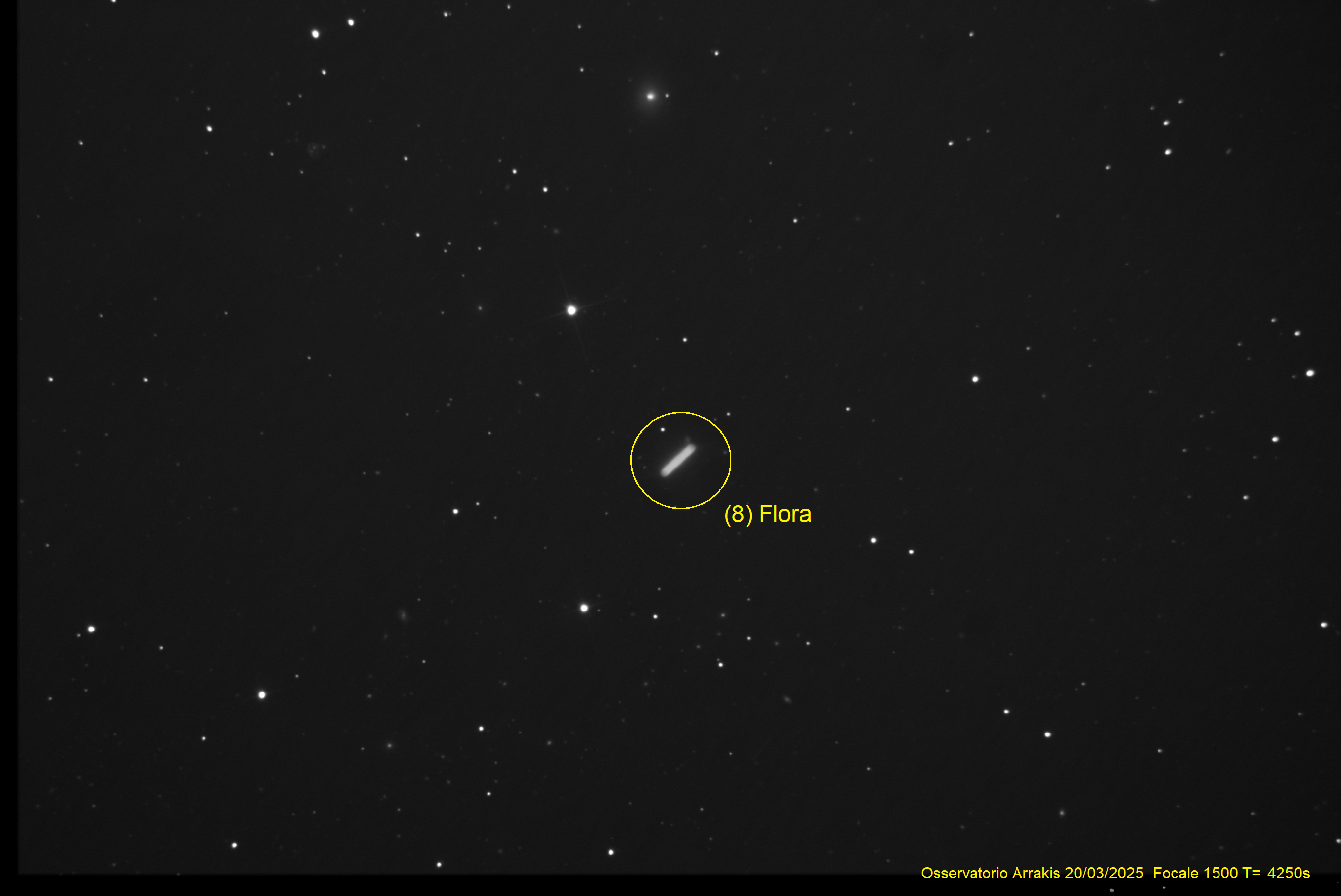
Moto orbitale dell'asteroide 8 Flora in 4250 secondi

8 Flora è un grande e brillante asteroide della Fascia principale.

## Scoperta e nome
Flora fu scoperto da John Russell Hind il 18 ottobre 1847 grazie al telescopio da 7 pollici dell'osservatorio privato di George Bishop (di cui era direttore) al Regent's Park di Londra, Regno Unito. Fu il suo secondo asteroide scoperto, dopo 7 Iris.
Il nome Flora fu proposto da John Herschel, in onore di Flora, la dea latina dei fiori e dei giardini, sposa di Zefiro (personificazione del vento dell'ovest), madre della Primavera. Il suo equivalente greco è Chloris (che dà il nome a un altro asteroide, 410 Chloris).
Il simbolo astronomico originario di Flora () rappresenta un fiore.

## Caratteristiche
Le analisi della curva di luce indicano che il suo polo punta in direzione delle coordinate eclittiche (β, λ) = (16°, 160°) con un'incertezza di circa il 10°; ciò indica un'inclinazione assiale di 78°.
Flora è il corpo progenitore della Famiglia di asteroidi Flora, nonché il membro di gran lunga più grande con l'80% della massa totale di questa famiglia. Tuttavia, Flora si è quasi certamente distrutto nell'impatto (o impatti) che ha generato la famiglia, e si tratterebbe quindi di un aggregato gravitazionale di molti frammenti.
Lo spettro di Flora indica che la sua composizione superficiale è probabilmente una miscela di rocce silicate (tra cui piroxene e olivina) e di nichel e ferro allo stato metallico. Flora e generalmente l'intera famiglia Flora, sono indicato come candidati dei corpi progenitori delle meteoriti condriti L. Questo tipo di meteorite comprende circa l'86% di tutte quelle che colpiscono la Terra.

## Curiosità
Il 25 marzo 1917, durante un'osservazione da Mosca, Flora fu confuso con la stella TU Leonis; la svista condusse alla classificazione di quest'ultima come una stella variabile cataclismica, nota come U Geminorum.
L'errore fu  scoperto. solo nel 1995.